# Cầu Ilsan
Cầu Ilsan bắt qua Sông Hán ở Hàn Quốc và nối hai thành phố Gimpo và Goyang trong tỉnh Gyeonggi. Cây cầu được hoàn thành vào năm 2008.